# كازوهيرو نينوميا
كازوهيرو نينوميا (باليابانية: 二宮 一拓) (23 نوفمبر 1982 في أويتا في اليابان – )؛ هو لاعب كرة قدم سابق كان يلعب كلاعب وسط.